# Schloss Waldenburg (Sachsen)

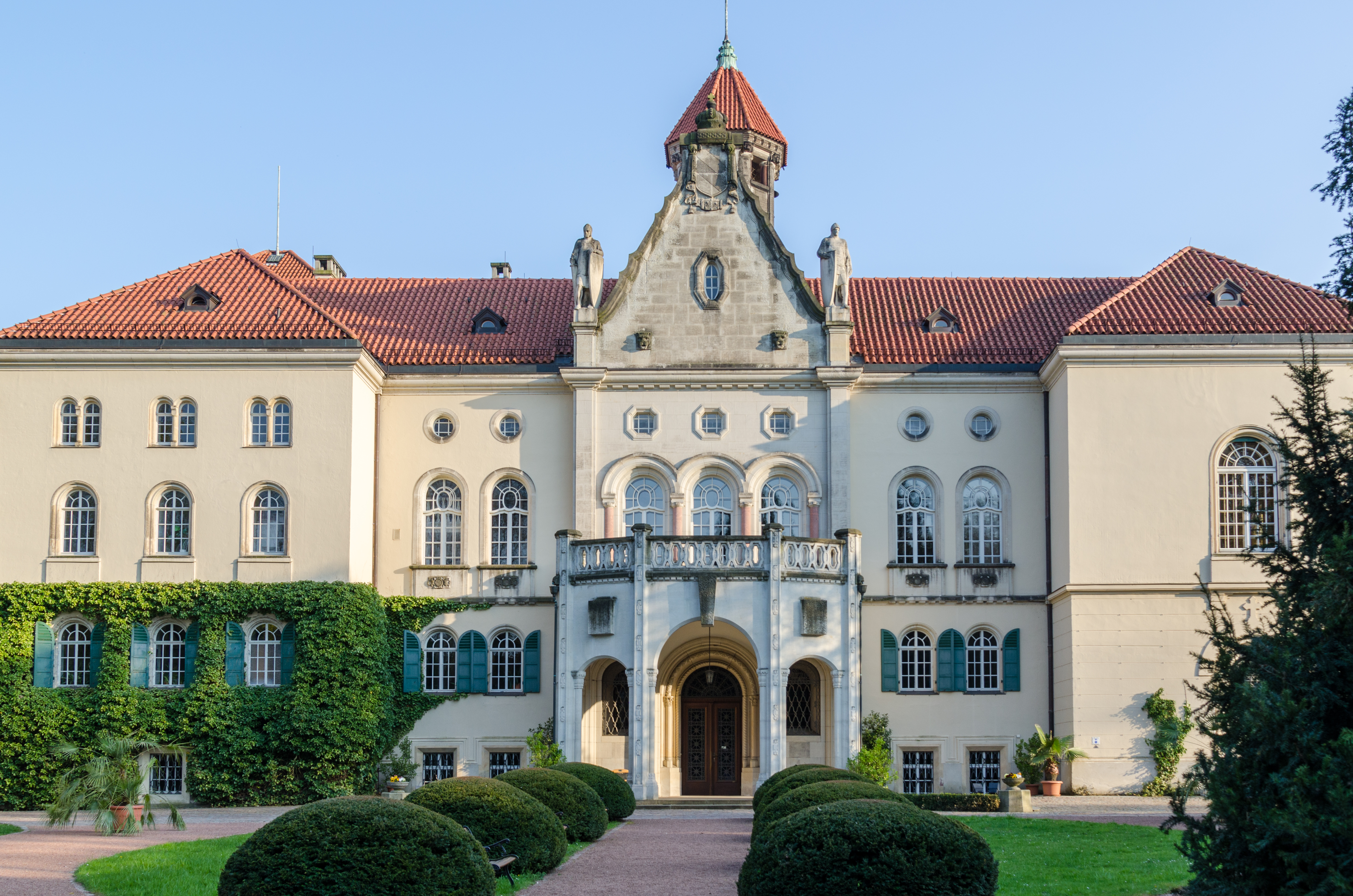
Schloss Waldenburg, Straßenseite (Aufnahme von 2015)

Das Schloss Waldenburg ist ein im Historismus unter Einbeziehung mittelalterlicher Bauteile erbautes Schloss in Waldenburg in Südwestsachsen.

## Geschichte

### Burg Waldenburg
Das heutige Schloss geht auf eine Burg zurück, die im 12. Jahrhundert, vermutlich zwischen 1165 und 1172, während der Kolonisierung des Pleißenlandes durch Hugo von Wartha zusammen mit Rudolf von Brand errichtet wurde. Hugo von Wartha war Richter im königlichen Pleißenland und damit hier einer der bedeutendsten Reichsministerialen. Rudolf von Brand war kaiserlicher Marschall.
Die Burg Waldenburg befand sich im Osten des alten Stadtkernes (Oberstadt) auf einem nach Osten ragenden Bergsporn orographisch links über der Zwickauer Mulde.
Im Jahre 1199 titelte eine Urkunde „pro Hugone ministerali nostro de Waldenberc“.
Am westlichen Rand der Flussaue gelegen, schützte die Burg einen nach Böhmen führenden Weg („Böhmischer Steig“), der hier in einer Furt die Zwickauer Mulde querte. Kern der dreiteiligen Anlage, die durch zwei Gräben unterteilt und zusätzlich durch einen Wassergraben geschützt wurde, war der Bergfried im mittleren Abschnitt der Burg. Er hatte einen quadratischen Grundriss, sein unterer Teil, ein Bruchstein-Mauerwerk – verblendet mit stauferzeitlichen Buckelquadern – blieb bis heute erhalten.
Die Nachkommen von Hugo von Wartha nannten sich von Waldenburg. Die Burg Waldenburg war Mittelpunkt eines Herrschaftsgebietes, das in Richtung Süden bis weit in das Erzgebirge hineinreichte und auch die Herrschaften Rabenstein (gelangte 1375 an das Benediktinerkloster Chemnitz), Wolkenstein und Greifenstein umfasste.
Infolge einer Erbeinigung 1366 zwischen Johannes I. von Waldenburg und Friedrich von Schönburg-Hassenstein, wurden die Schönburger spätestens 1378 Herren von Burg und Stadt Waldenburg. Friedrich XI. von Schönburg nennt sich daher im Jahre 1378 erstmals Herr zu Glauchau und Waldenburg. Ab 1378 war daher Burg Wolkenstein im Zschopautal neuer Hauptsitz der „Herren von Waldenburg“, die im Jahre 1473 im Mannesstamme ausstarben.
1388 wurde Veit I. von Schönburg, Herr der Burg Hartenstein, in Burg Waldenburg belagert von dem Markgrafen von Meißen, da er in der Rabensteiner Fehde die Burg Rabenstein und das Kloster Chemnitz überfallen hatte.
1430 zerstörten die Hussiten Burg und Stadt. Sie lagerten dabei auf dem der Burg gegenüberliegenden „Rotenberg“.
Am 15. Juli 1970 wurde der Waldenburger „Schloßberg“ (Burgstandort) als Bodendenkmal eingetragen.

#### Vorburg
Anstelle des späteren vorderen Renaissanceschlosses (1848 abgebrannt) befand sich ursprünglich eine Vorburg der Waldenburger Burg (späteres hinteres Schloss). Diese Vorburg wurde zunächst zu einem spätgotischen Schloss umgebaut das 1519 abbrannte, bevor die Anlage später zu einem Renaissanceschloss („vorderes Schloss“ oder „Vorderschloss“) umgebaut wurde.

#### Vorwerk/Wirtschaftshof
Etwa zeitgleich mit der Burg entstand ihr nordwestlich gegenüber ein zugehöriger Wirtschaftshof oder Vorwerk. Dieses Objekt existiert noch heute, ist wegen langen Leerstandes (seit nach 1990) aber vom Verfall bedroht. Es handelt sich nahezu um eine Vierflügelanlage um einen quadratischen Hof. Während der DDR-Zeit wurden diese Gebäude landwirtschaftlich genutzt.
Bevor das neue Museumsgebäude 1844 direkt neben dem Vorwerk errichtet worden war, befand sich die Sammlung „Naturalienkabinett“ innerhalb des Vorwerks im Gebäude des Marstalles. Nach Errichtung des Museumsgebäudes wurde die Sammlung, das heutige „Heimatmuseum und Naturalienkabinett Waldenburg“, in das neue Museumsgebäude umgelagert.

### Vorderes und hinteres Renaissanceschloss

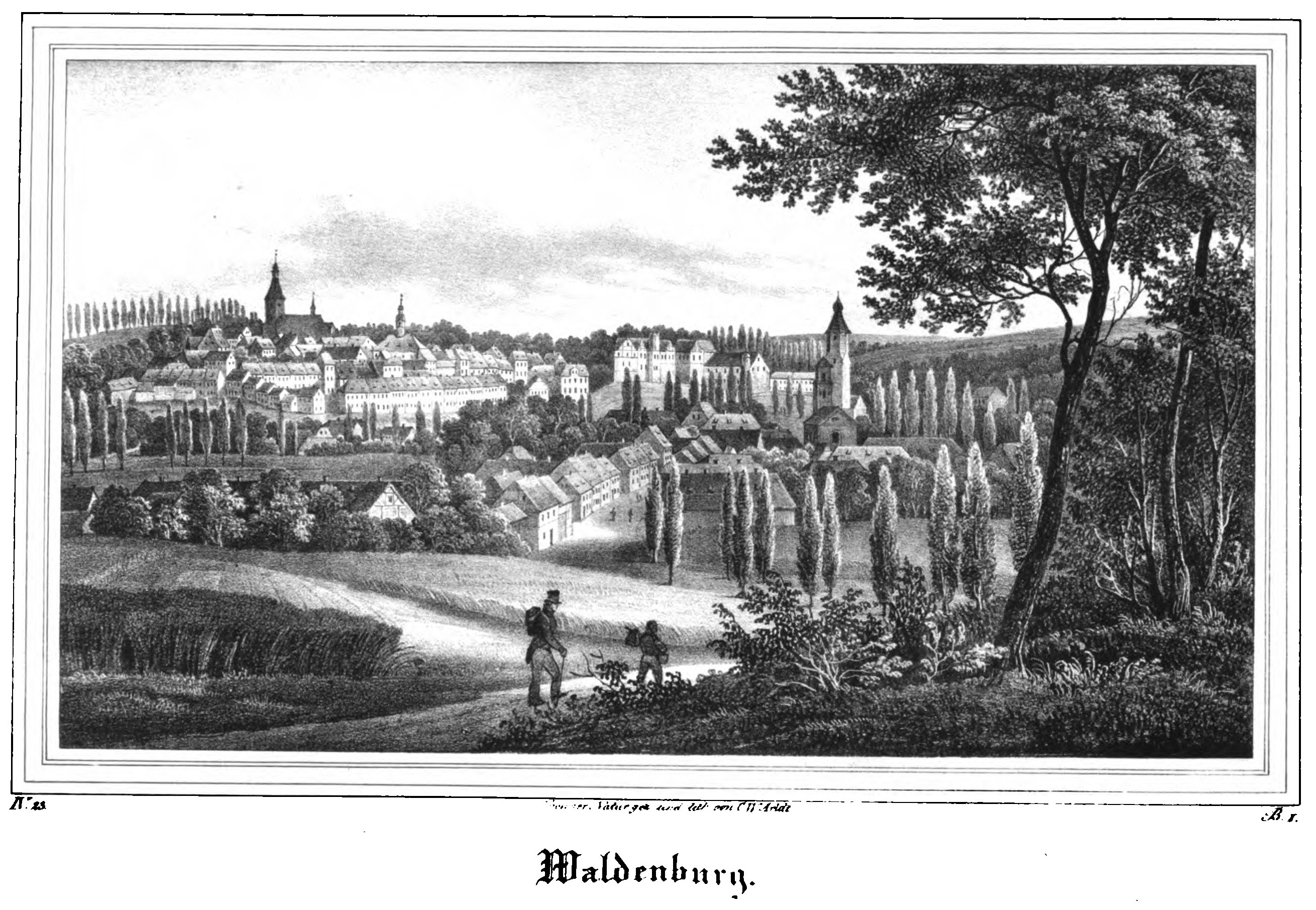
Waldenburg, Lithographie 1839: „vorderes Schloss“ (Bildmitte) und Bergfried des „hinteren Schlosses“ bzw. der ehemaligen Burg (rechts)

Anstelle der zerstörten Waldenburger Burg und ihrer Vorburg entstanden später das sogenannte „hintere Schloss“ und das jüngere „vordere Schloss“. Beides waren Bauten der Renaissance. Nach dem Brand des vorderen Schlosses 1848 wurde nach dessen Abriss an dessen Stelle das heutige neue Waldenburger Schloss im Stile der Neoromanik errichtet. Von Burg/hinterem Schloss existieren heute noch der Bergfried mittelalterlicher Unterteil mit Buckelquadermauerwerk aus staufischer Zeit und mehrere Gebäude neben dem Bergfried.
Nach dem Brand erfolgte der Wiederaufbau der Vorburg als Schloss. Nachdem 1519 das Schloss abgebrannt war, wurde es (vermutlich zwischen 1529 und 1534) erneut aufgebaut.
Nach dem Tod von Ernst I. von Schönburg (1486–1534) erfolgte die Aufteilung der Herrschaft an seine Söhne. Waldenburg gelangte zusammen mit Lichtenstein und Hartenstein an den sächsischen Geheimen Rat Hugo I. von Schönburg (1529–1566), welcher die Linie Schönburg-Waldenburg begründete. Als neuer Herrschaftssitz wurde zwischen 1556 und 1565 ein neues Renaissanceschloss als Residenz an Stelle des vorderen Burgteils errichtet. Parallel zu dem neuen Vorderschloss, das aus zwei Rechteckflügeln mit vorgesetzten Treppentürmen bestand, existierte noch das durch einen Graben getrennte Hinterschloss mit dem mittelalterlichen Bergfried. Das Hinterschloss wurde jedoch bei einem Brand 1619 zerstört und nicht wieder aufgebaut.
1700 wurden die von Schönburg durch Kaiser Leopold I. in den Reichsgrafenstand erhoben und residierten von nun an als Grafen von Schönburg-Waldenburg auf Schloss Waldenburg. Im 18. Jahrhundert erfolgten weitere Sicherungs- und Umbauten unter Otto Ludwig (1643–1701) und Albrecht Carl Friedrich von Schönburg (1710–1765). Mit den Resten der Ruine des Hinterschlosses wurde 1783 der Graben zwischen den Schlossteilen verfüllt.
Unter Fürst Otto Victor I. von Schönburg wurde das Schloss zwischen 1835 und 1840 modernisiert. Zur Unterbringung seiner Sammlung an Naturalien und ethnografischen Objekten errichtete er 1847 ein eigenständiges zweigeschossiges Gebäude im äußeren Schlossbereich in Anschluss an die (verlorene) Reithalle, das heute noch vorhandene Museum – Naturalienkabinett. Seine Herrschaft erfuhr Anfang des 19. Jahrhunderts eine beträchtliche Industrialisierung, die vor allem von der Textilindustrie getragen wurde. Die wachsende Unterschicht von Textilarbeitern, Webern und Strumpfwirkern war mit ihrer sozialen Lage unzufrieden, zudem wurde die Herrschaft von Otto Victor I. als wenig volksnah und despotisch empfunden. Im Zuge der Revolution von 1848 kam es auch in Waldenburg zu Protesten der Arbeiter, die soziale und politische Veränderungen einforderten. Dabei wurde am 5. April 1848 das Schloss gestürmt, geplündert und niedergebrannt. Die Flammen vernichteten zahlreiche Kunstgüter, die Bibliothek und das Archiv des Schlosses.
Die fürstliche Familie konnte entkommen, Otto Victor I. kehrte 1849 nach Waldenburg zurück und ließ 1852/53 die Reste des Schlosses abtragen.

### Schloss Waldenburg (neue Schlossbauten)
Der Neubau erfolgte 1855–1859 nach Plänen von Eduard Pötzsch, nachdem zuvor bereits Heinrich Strack und Carl Alexander Heideloff Pläne entworfen hatten. Das neue Schloss Waldenburg entstand als geschlossene Vierflügelanlage mit neuromanischen und tudorgotischen Elementen. Die Ecken des Südflügels verfügten über zinnenbesetzte Erker, im Innenhof erhob sich ein achteckiger Uhrenturm. Der benachbart und einzeln stehende mittelalterliche Bergfried wurde aufgestockt und mit einem Zeltdach versehen.
Von 1909 bis 1912 erfolgte ein weitgehender Umbau des Schlosses unter Fürst Otto Victor II. (1882–1914). Das äußerst gelungene, wenngleich sehr kostspielige Projekt wurde von den Architekten Hofbaurat Gustav Frölich und Willy Meyer, beide aus Dresden, ausgeführt. Mit dem Umbau wurde einerseits der repräsentative Charakter des ursprünglich auch im Inneren vergleichsweise schmucklosen Neubaus von 1855/59 deutlich erhöht. Otto Victor II. ließ hochwertiges Kunstgut wie Gemälde italienischer Meister, historische Möbel aus Renaissance und Rokoko und asiatisches Porzellan aufkaufen und nach Waldenburg bringen. Gleichzeitig wurde das Schloss auch technisch modernisiert und eine moderne Heizung, Bäder mit fließendem Wasser. eine elektrische Lichtanlage, eine zentrale Staubsaugeranlage und Haustelefone installiert. Äußerlich wurde die blockhafte Grundform des alten Schlosses durch Erker, Giebel und Fensterläden aufgelockert. Die Zinnenkränze und Turmbekrönungen im Tudorstil wurden entfernt. An der Ostseite des Schlosses wurde ein neuer Anbau angefügt, der zusammen mit einem Wintergarten den Bergfried nun an die Schlossanlage auch baulich anband. Die Gesamtkosten des umfassenden Umbaus beliefen sich auf ca. 1,5 Millionen Mark (inkl. Innenausstattung).
Der Heimatforscher Otto Eduard Schmidt urteilte über das „neue“ Schloss Waldenburg wie folgt:

„Schloss Waldenburg ist durch sie (Anm.: die Architekten und Kunsthandwerker) unter dem feinfühligen künstlerischen Beirat des Fürsten Otto Viktor zu einer der schönsten und zweckmäßigsten deutschen Fürstensitze geworden.“

Ab 1932 machte die Fürstenfamilie Teile des Schlosses als „Schlossmuseum Waldenburg“ für die Öffentlichkeit zugänglich. Die Schönburger blieben bis 1945 im Besitz der Waldenburger Schlossanlagen.
Nach dem Ende des Zweiten Weltkrieges richtete die Rote Armee im Juli 1945 eine Kommandantur im Schloss ein, zudem wurden zahlreiche Räume zur Unterbringung von Flüchtlingen genutzt. Der Schlosseigentümer Fürst Günther von Schönburg-Waldenburg (1887–1960) wurde im September 1945 im Zuge der Bodenreform entschädigungslos enteignet und interniert (ihm gelang wenig später die Flucht in die britische Besatzungszone). Im November 1945 besetzte die Rote Armee das komplette Schloss und richtete hier zwischen August 1946 und Juni 1947 ein Lazarett ein. Teile der Schlossausstattung, darunter die Bibliothek mit 18.000 Büchern, die Silberkammer und einzelne Möbel, wurden als Beutekunst abtransportiert. Die verbliebenen Kunstgegenstände wurden 1948 an das Museum Glauchau und das Heimatmuseum Waldenburg abgegeben.
Ursprünglich wollte die staatliche Schlösserverwaltung Sachsen Schloss Waldenburg in ihre Verwaltung übernehmen. Gleichzeitig wollten aber sowohl der Kreis Glauchau als auch die Sozialversicherungsanstalt Sachsen die Anlage zum Betrieb eines Krankenhauses bzw. einer Heilstätte übernehmen. Bis zur Klärung der verschiedenen Ansprüche wurde zwischenzeitlich sogar der Abbruch des Schlosses erwogen.
Ab dem Frühjahr 1948 nutzte die Sozialversicherungsanstalt Sachsen Schloss Waldenburg als Heilstätte und Fachkrankenhaus für Lungenkrankheiten. In die Krankenhausnutzung wurde auch das Archivgebäude einbezogen. Bei der Auslagerung der von Schönburgschen Akten wurden etwa 90 % der Aktenbestände vernichtet. Für die Krankenhausnutzung wurden im Inneren umfangreiche Umbauten vorgenommen. So wurden u. a. Zwischendecken eingezogen und die Schlosskapelle von einer Tischlerei genutzt. Die Krankenhausnutzung endete 1998 mit der Verlegung der Klinik nach Chemnitz.
Seit 2005 wird die Anlage von Schloss Waldenburg, die sich im Besitz des Landkreises Zwickau befindet, schrittweise saniert und für Veranstaltungen und Besichtigungen genutzt. 2006 konnte die historische Schlosskapelle wieder eröffnet werden.

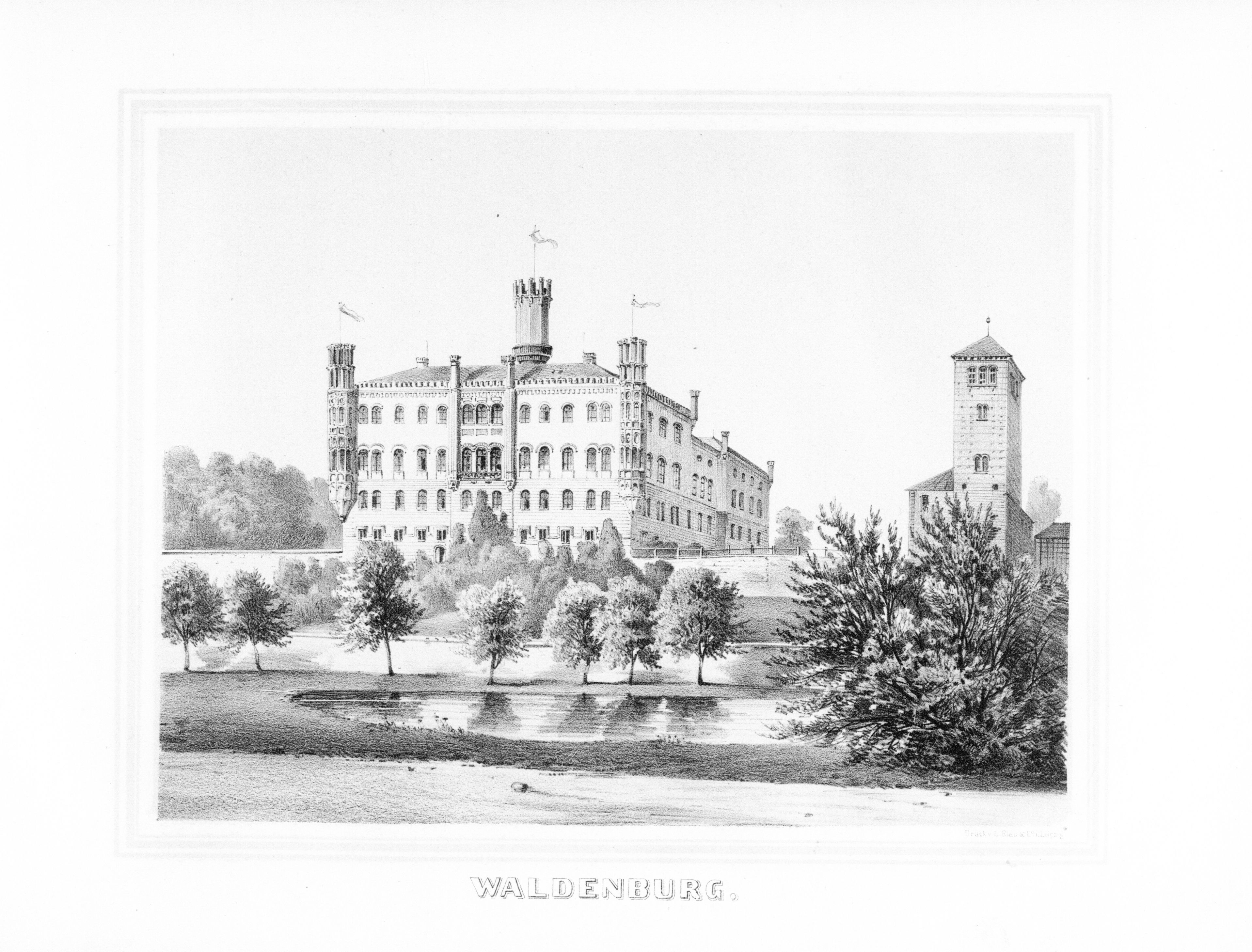
Neubau(1855/59) ohne Anbau, neuromanischer Stil mit tudorgotischen Elementen, spätestens 1856 (nach Poenicke)
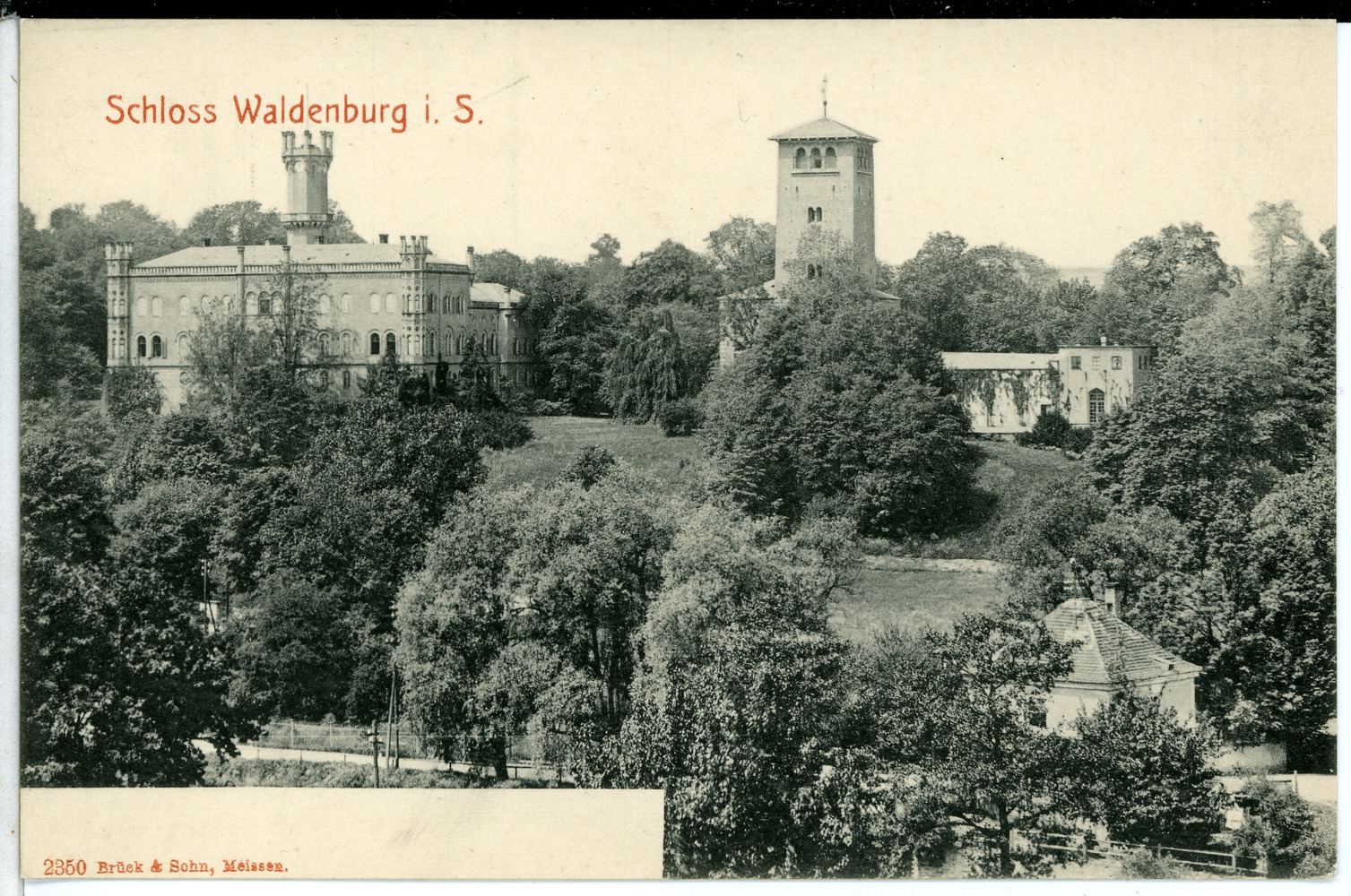
Foto von 1902: Schloss und Bergfried des alten Hinterschlosses
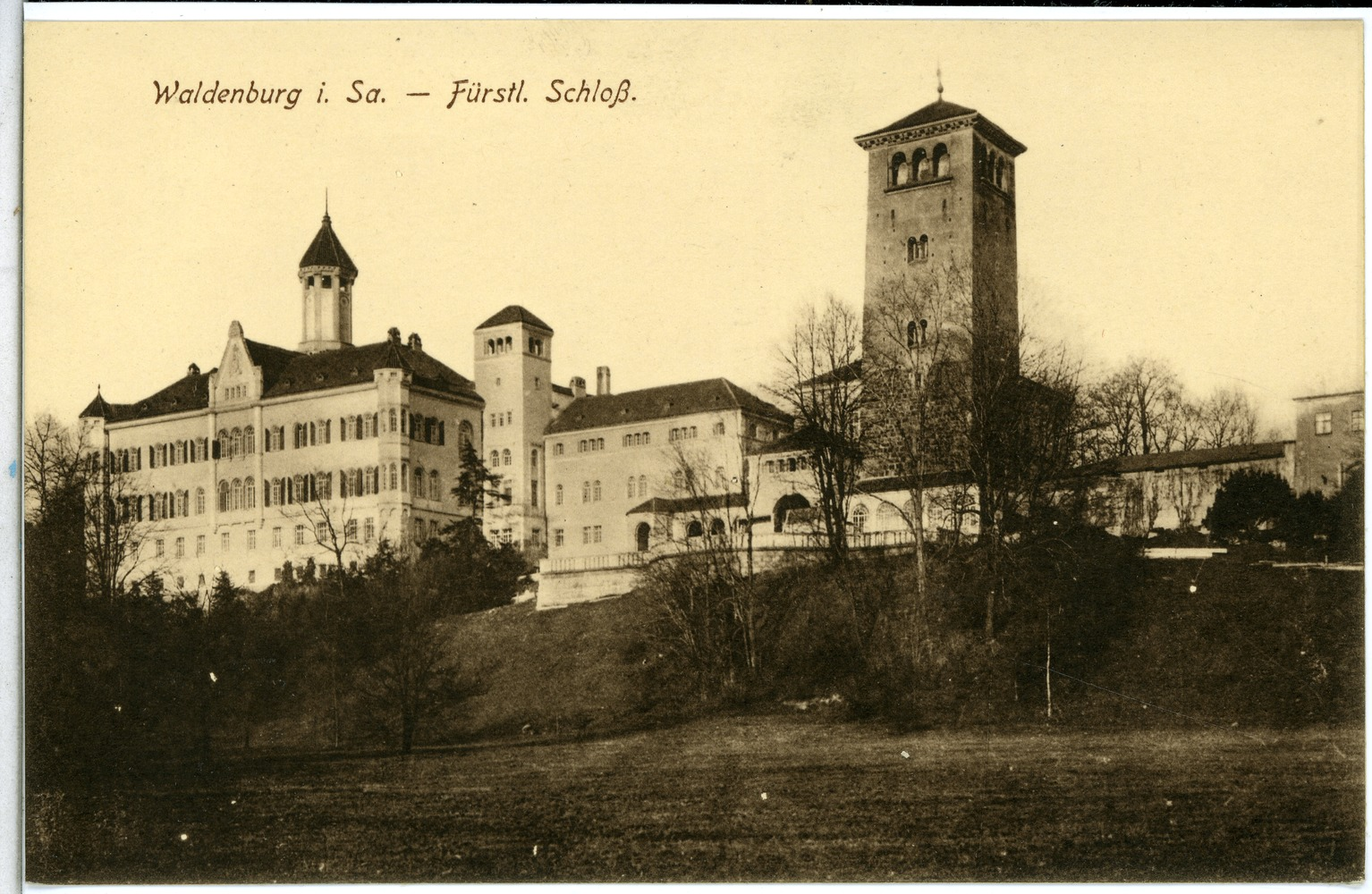
Schloss Waldenburg nach dem Umbau 1909/12, Dach und Fassade wurden neu gestaltet und der Bergfried durch einen Anbau samt Wintergarten in die bestehende Anlage integriert (Aufnahme von 1912)
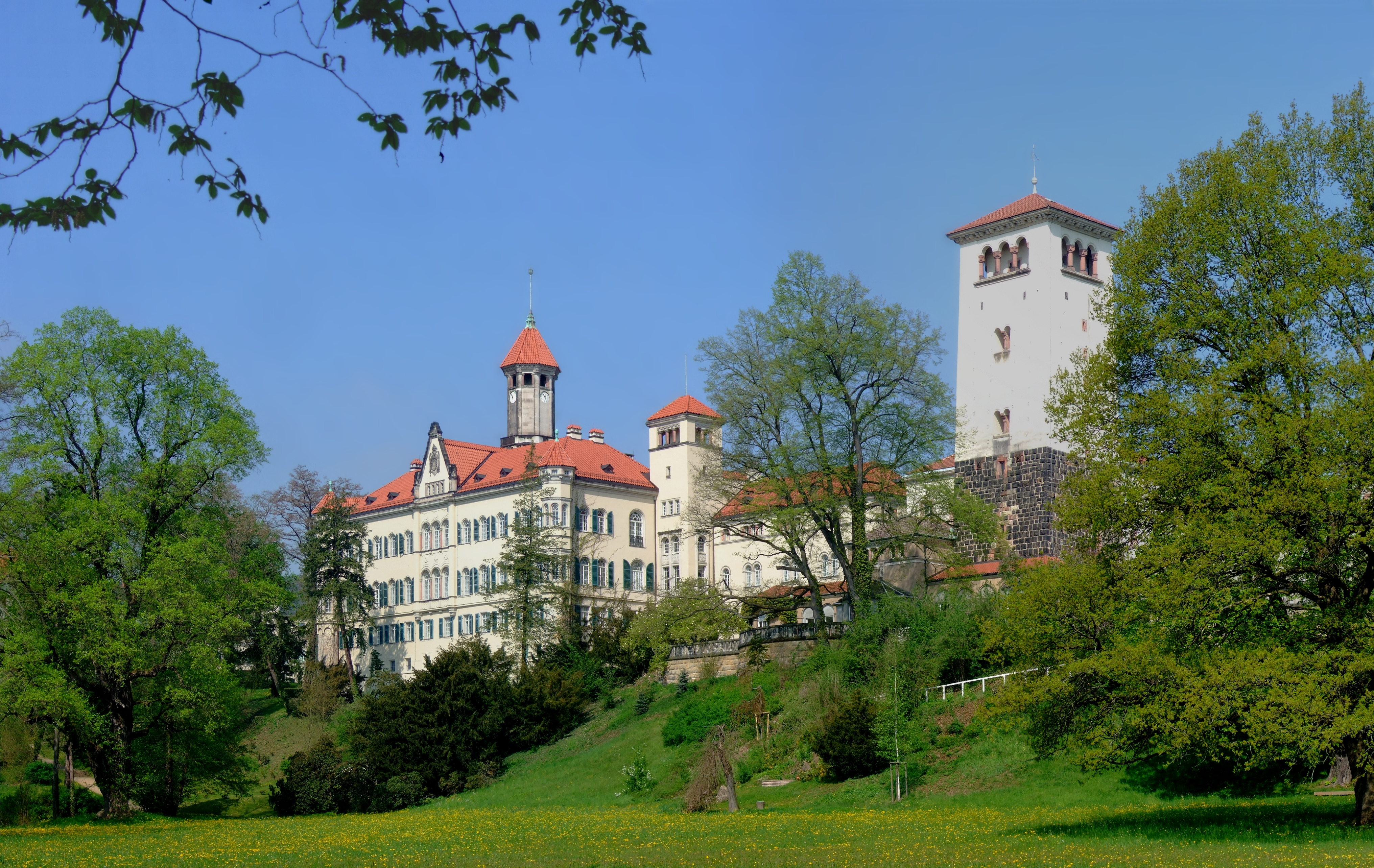
Schloss Waldenburg, Parkseite (Aufnahme von 2012)

### Geschichte der Waldenburger Schlosskapellen
Im Zusammenhang mit der Aufstellung des Epitaphs für Hugo I. von Schönburg (1530–1566) wurde 1567 die Kapelle des alten Waldenburger Schlosses wohl erstmals genannt. In den Jahren 1562–63 wurde in der alten Schlosskapelle die „Rottenstein-Orgel“ errichtet. Die Kapelle wurde 1778–1800 in Verbindung der Erneuerung des „Vorderen Schlosses“ (Renaissanceschloss) renoviert. Nach dem Schlossbrand – während der Revolution von 1848 – wurde auch das „Vordere Schloß“ (Vorderes Renaissanceschloss) – mit der Kapelle – abgerissen. Das Epitaph für Hugo I. von Schönburg – und zusätzlich dessen Grabplatte – befinden sich heute in der Kirche in der Waldenburger Oberstadt. Seine Grabplatte befand sich bis 1946 in der Schlosskapelle wurde dann aber umgesetzt.
Im Zusammenhang mit dem Schlossneubau im neogotischen Stil in den Jahren 1855–1859 entstand im neuen Waldenburger Schloß eine neue Kapelle im Stile der Neoromanik.

## Innenausstattung von Schloss Waldenburg

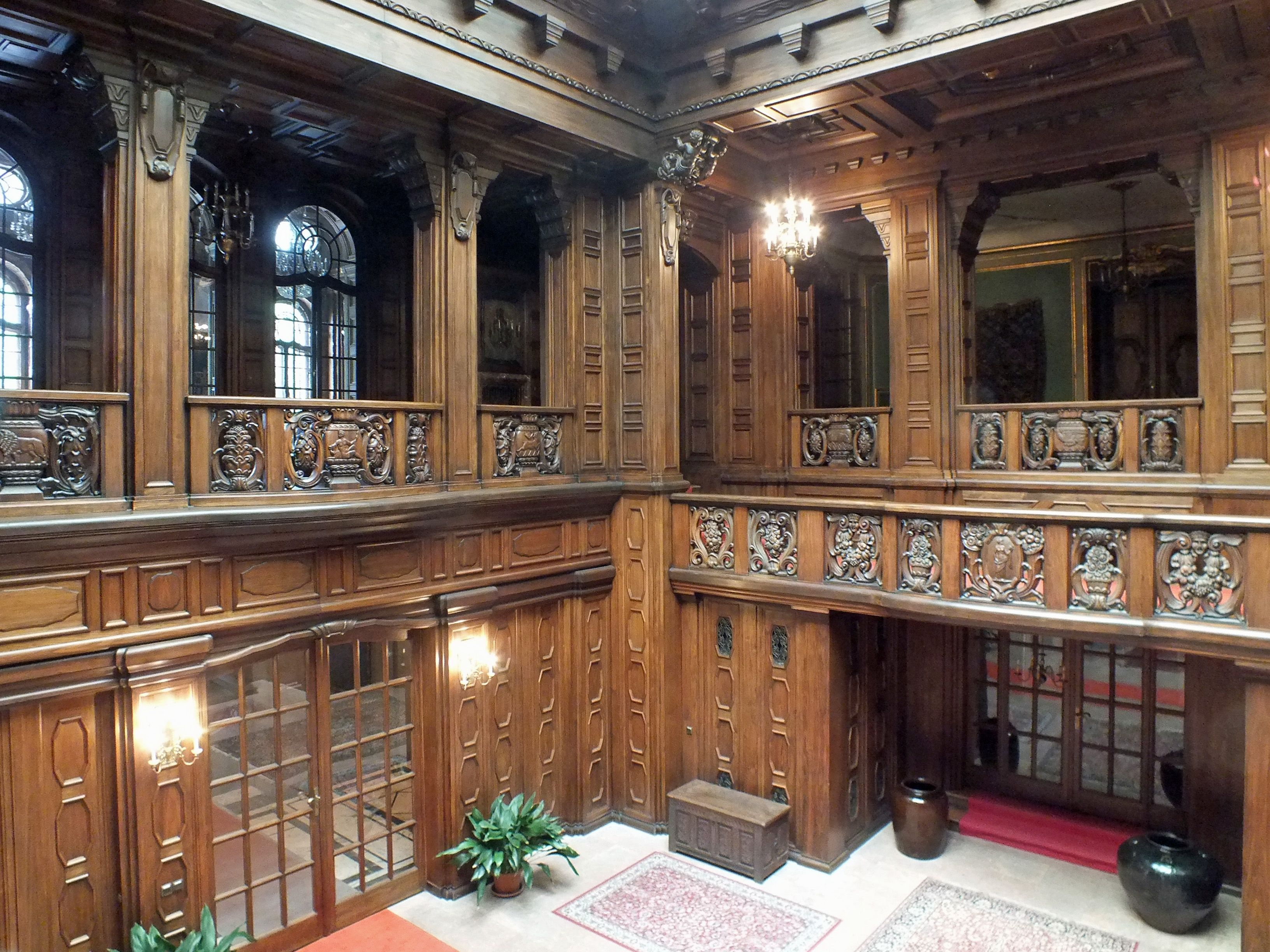
Die Halle
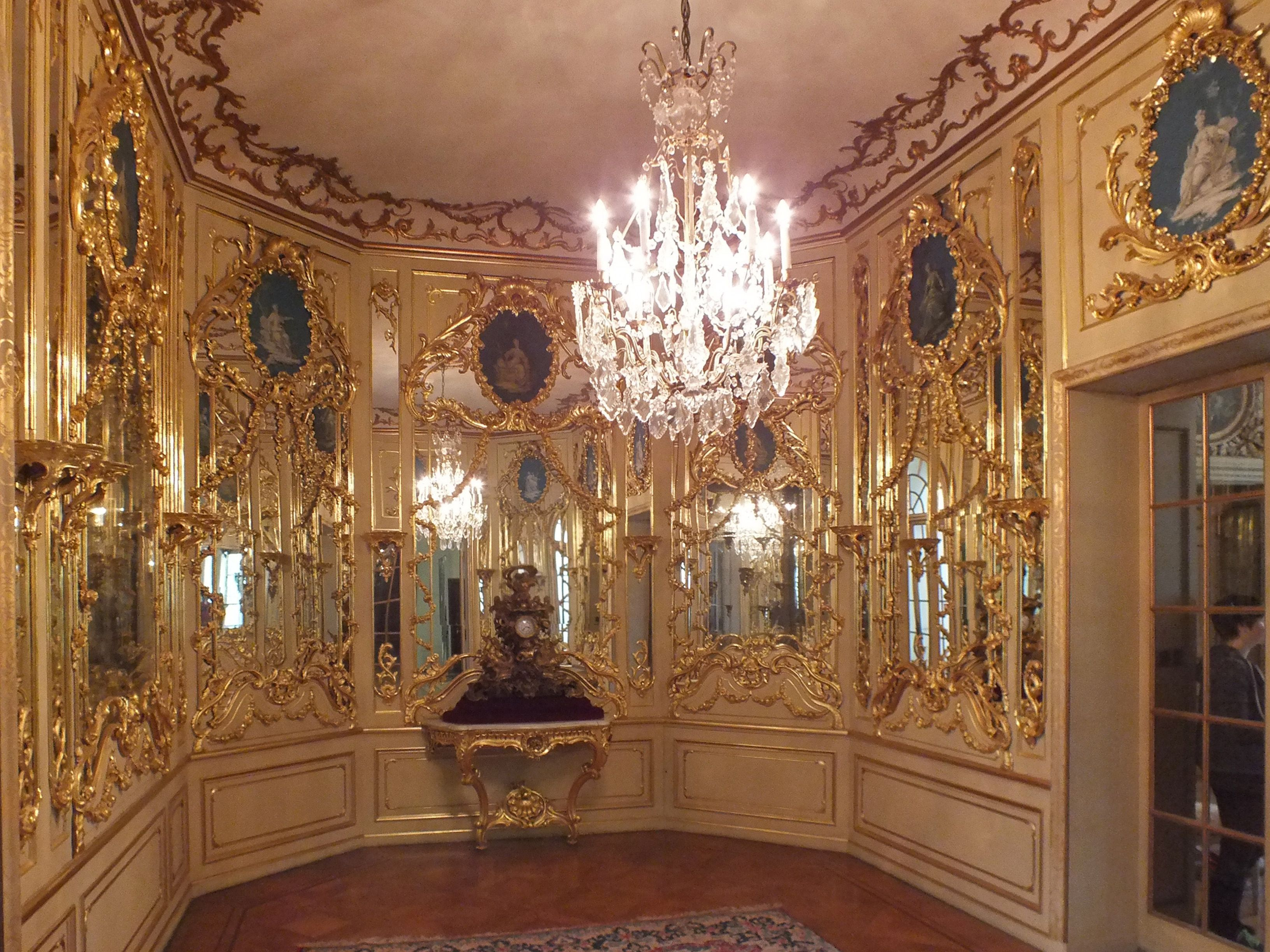
Das Spiegelkabinett
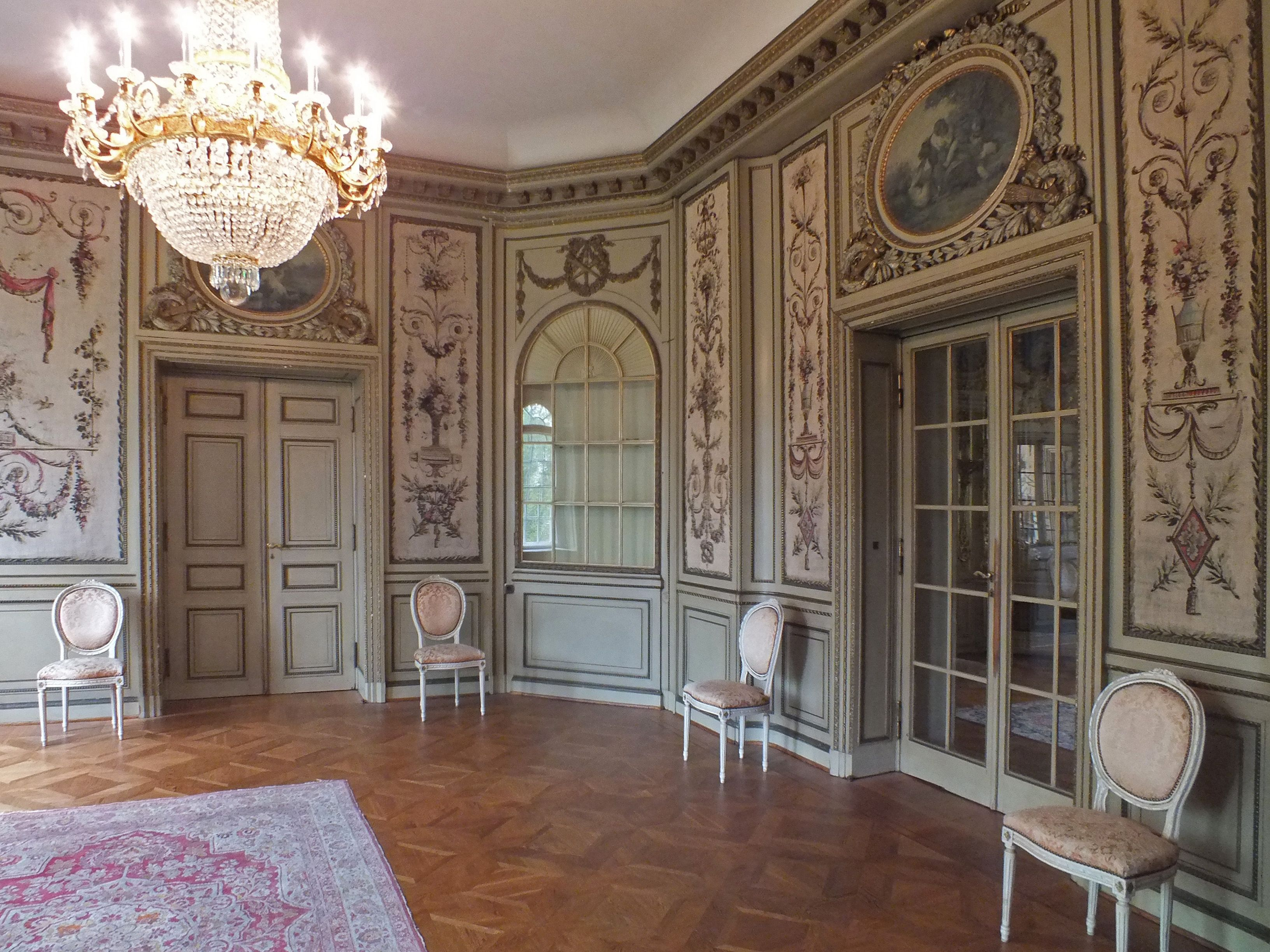
Das Gobelin-Zimmer
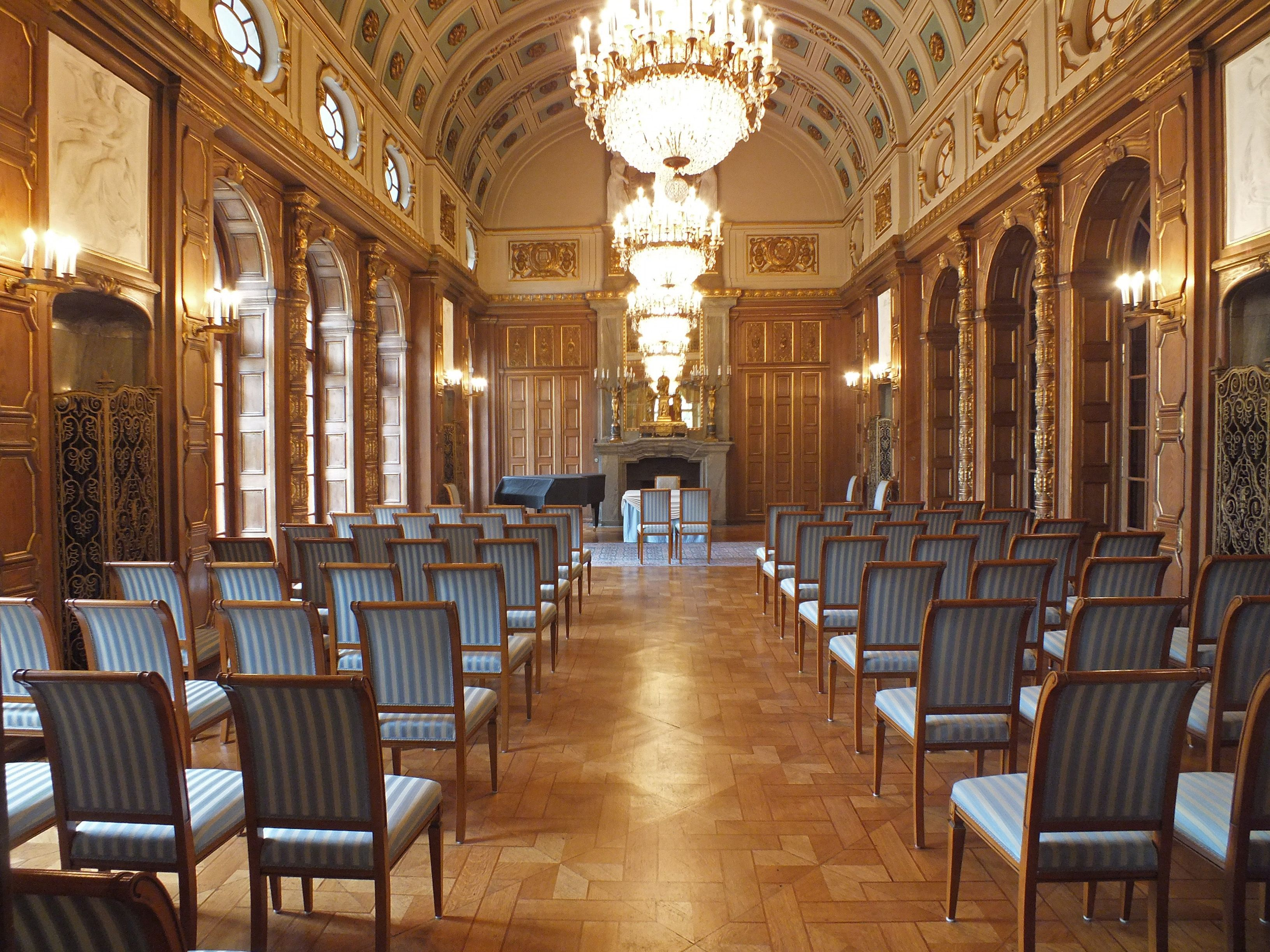
Blauer Saal
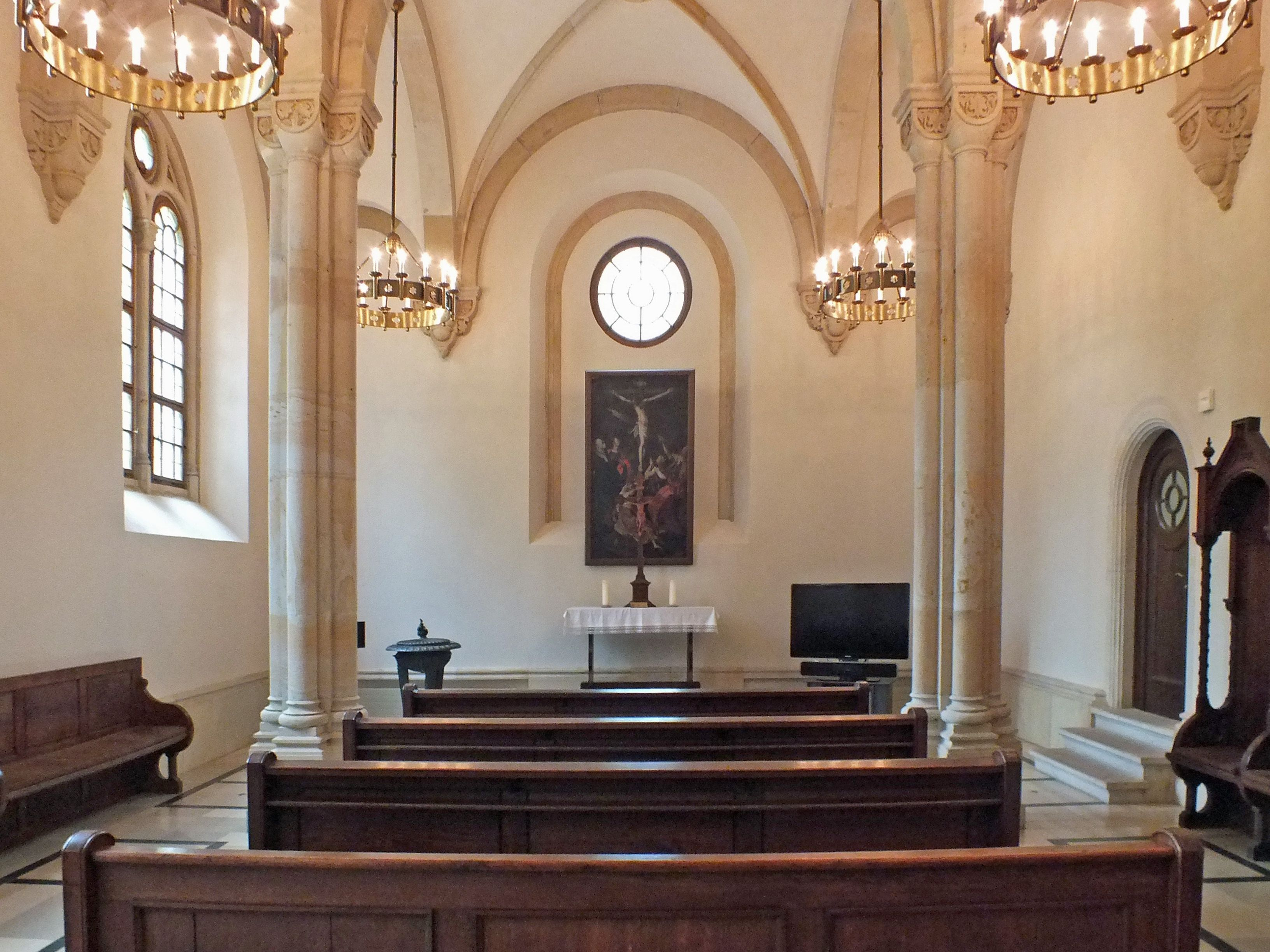
Die Schlosskapelle

## Aktuelle Nutzung des Schlosses
Im Schloss Waldenburg befindet sich aktuell (2019) die Stadtinformation. Täglich außer montags finden zu den Öffnungszeiten stündlich Führungen durch das Schloss statt. Eine Führung dauert etwa eine Stunde.

## Sonstiges
2005 wurde die Geschichtsdokumentation Mätressen – Die geheime Macht der Frauen und 2008 die ZDF-Reihe Terra X über August den Starken teilweise im und um das Schloss herum gedreht. Das Schloss diente 2009 in einer Verfilmung des Märchens Die kluge Bauerntochter durch die ARD als Kulisse. Seit November 2010 steht das Schloss in der Motivliste der Mitteldeutschen Medienförderung.
Anfang 2013 wurden hier einige Innenaufnahmen für den 4-fach oscarprämierten Film Grand Budapest Hotel gedreht.

## Bergfried der Burg Waldenburg
Erhalten blieb von der Burg nur das Unterteil des Bergfriedes.
Der untere Teil des Bergfriedes der ehemaligen Burg Waldenburg, innerlich ein Bruchstein-Mauerwerk, verkleidet mit typischen Buckelquadern – wie in der Stauferzeit üblich – ist somit noch mittelalterlichen Ursprunges.
Dieser alte Teil ist bis zu einer Höhe von 14 m erhalten. Er wird in das letzte Drittel des 12. Jh. datiert. Die oberen Teile stammen aus jüngerer Zeit. 1690 erhielt der Turm ein achteckiges Obergeschoss mit einem hohen dreigliedrigem Turmhelm. 1848 soll beim Schlossbrand auch der Bergfried abgebrannt/ausgebrannt sein und 1853 wiederhergestellt worden sein (in viereckiger „mittelalterlicher“ Art). Dabei wurde an ihn ein neu errichtetes fürstliches Kanzleigebäude angebaut, das bis heute erhalten blieb.
Die Seitenlänge des Turmes ist am Boden 9,80 m und die Mauerstärke etwa 3,50 m. Nach oben nimmt die Mauerstärke ab. Die dunklen Buckelquader bestehen aus Braunkohlenquarzit. Nachträglich wurden auch Steine aus Sandstein und Porphyr eingesetzt. Ursprünglich muss der Turm einen Hocheingang gehabt haben und in seinem Unterteil wohl ein Verlies.
Der für Sachsen sehr alte Bergfried von Waldenburg zählt zu einigen wenigen bekannten quadratischen Bergfrieden in Sachsen (z. B.: Rochlitz, Lichtenstein, Rechenberg)- die auch nicht alle erhalten blieben. Fast alle Bergfriede in Sachsen sind rund.

### Kopie des Waldenburger Bergfriedes in Franken
Unter Spenden des Fürsten Ernst von Schönburg-Waldenburg wurde bis 1885 auf dem Großen Kornberg in Oberfranken die (erste hölzerne) sogenannte „Schönburgwarte“ (auch Kornbergturm), ein Aussichtsturm, errichtet. Zunächst in Holz, später zweimal neu aus Stein. Der heutige – zweite – Steinturm aus dem Jahre 1954 ist augenscheinlich eine Art Kopie des Waldenburger Bergfriedes.

## Ehem. Fürstlicher Lustgarten
Zwischen der Malzhausgasse (mit den Resten der Stadtmauer Waldenburgs), der Straße Am Amtsberg und dem Gärtnereiweg befand sich einst der fürstliche sogenannte „Lustgarten“. Davon haben sich etliche große alte Bäume erhalten. An den Lustgarten grenzt der heutige Parkplatz gegenüber dem Schloss. Die Straße Am Amtsberg trennte den Lustgarten vom Vorwerk ab.